# Ingelram van Saint-Pol
Ingelram van Saint-Pol (overleden in 1150) was van 1141 tot aan zijn dood graaf van Saint-Pol. Hij behoorde tot het huis Campdavaine.

## Levensloop
Ingelram was de oudste zoon van graaf Hugo III van Saint-Pol en diens echtgenote Beatrix van Rollancourt.
In 1141 volgde hij zijn vader op als graaf van Saint-Pol, wat hij bleef tot aan zijn overlijden in 1150. Kort voor zijn dood huwde hij met Ida, dochter van heer Nicolaas van Avesnes. 
Omdat hij geen nakomelingen had, moest hij opgevolgd worden door zijn jongere broer Hugo. Die was echter enkele dagen voor Ingelram overleden, waardoor hij als graaf van Saint-Pol opgevolgd werd door zijn broer Anselm. 